# جوكو زايكوف
جوكو زايكوف (مواليد 10 فبراير 1995) هو لاعب كرة قدم مقدوني يلعب كمدافع في نادي رويال شارلروا.

## روابط خارجية
- جوكو زايكوف على موقع الاتحاد الأوربي (الإنجليزية)
- جوكو زايكوف على موقع قاعدة بيانات كرة القدم.إي يو (الإنجليزية)
- جوكو زايكوف على موقع ناشيونال فوتبول تيمز (الإنجليزية)
- جوكو زايكوف على موقع Soccerbase.com (لاعب) (الإنجليزية)
- جوكو زايكوف على موقع Soccerway.com (الإنجليزية)
- جوكو زايكوف على موقع عالم كرة القدم.نت (الإنجليزية)
- جوكو زايكوف على موقع AS.com (الإسبانية)